# 모토즈카 도시야
모토즈카 도시야(일본어: 本塚 聖也, 1997년 5월 20일~)는 일본의 축구 선수이다.

## 구단 경력
그는 2020년 J2리그의 츠바이겐 가나자와에 입단했다. 2021년까지 36경기에 출전하여, 1득점을 넣었다.